# アルベール＝エルネスト・カリエ＝ベルーズ
アルベール＝エルネスト・カリエ＝ベルーズ（ Albert-Ernest Carrier-Belleuse、本名: Albert-Ernest Carrier de Belleuse、1824年6月12日 - 1887年6月4日）はフランスの彫刻家である。

## 略歴
フランス北部、現在のエーヌ県のアニジー＝ル＝シャトー(Anizy-le-Château)に生まれた。金細工師の弟子として働いた後、パリに出て彫刻家のダヴィッド・ダンジェに学び、エコール・デ・ボザールでも短期間学んだ。1850年から1855年の間はイギリスで働き、陶磁器メーカーのミントンで働いた。フランスに戻るとパリにスタジオを開き、1857年からサロン・ド・パリに出展を始めた。1862年にフランス国民美術協会の設立に参加し、理事を務めた。1864年に16歳年下のオーギュスト・ロダンと知り合い、1871年からはロダンとブリュッセルで働くことになる。1867年にサロン・ド・パリに出展した作品が高い評価を得て、人気のある彫刻家になり、「第二帝政時代のクローディオン（Claude Michel Clodion:1738–1814）」と評された。普仏戦争が終わった後、1871年にロダンとブリュッセルに移り、ロダンを助手にして、証券取引所の装飾彫刻などの仕事をした。独立を望むロダンと別れ、パリに戻った。
1875年から1887年までは、国立セーヴル陶磁器製作所の芸術監督、工房の所長を務め、多くの磁器のデザインをした。1877年にブリュッセルから戻ったロダンも1882年まで、ここで働いた。
1885年にレジオンドヌール勲章（オフィシエ）を受勲した。
息子のルイ＝ロベール・カリエ＝ベルーズ(Louis-Robert Carrier-Belleuse:1848-1913)は画家、彫刻家になり、ピエール・カリエ＝ベルーズ(Pierre Carrier-Belleuse:1851-1932)は画家になった。

## 作品

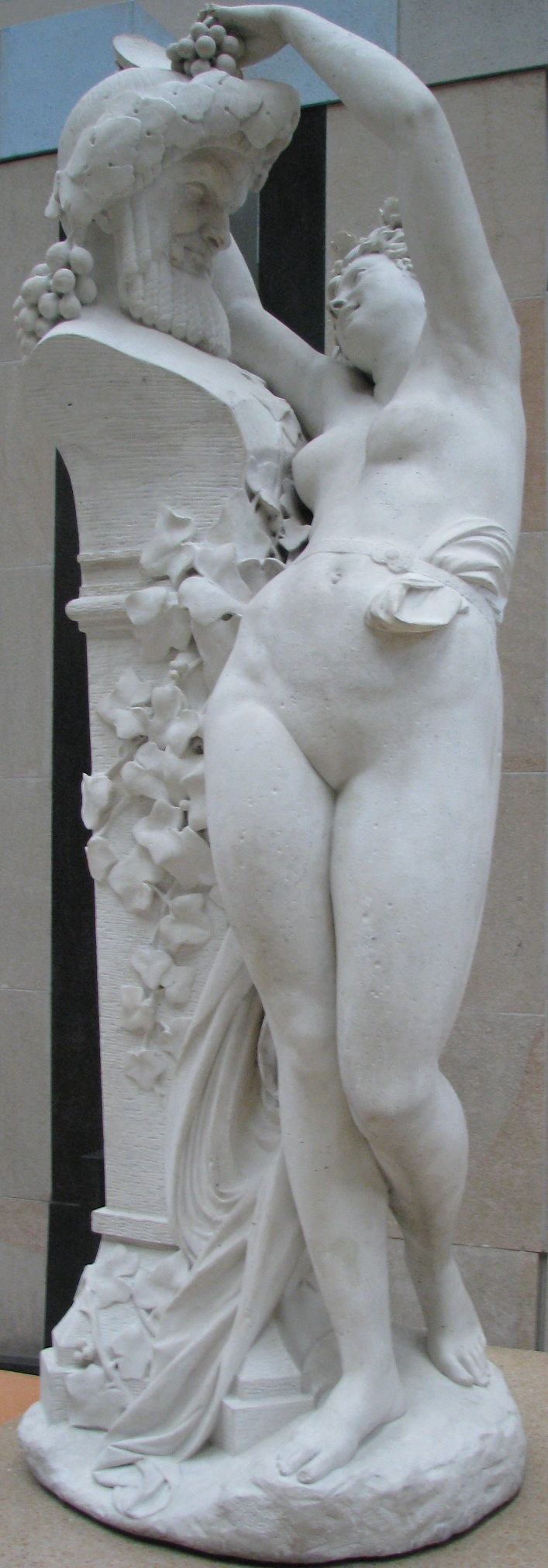
「バッカント」(1863)
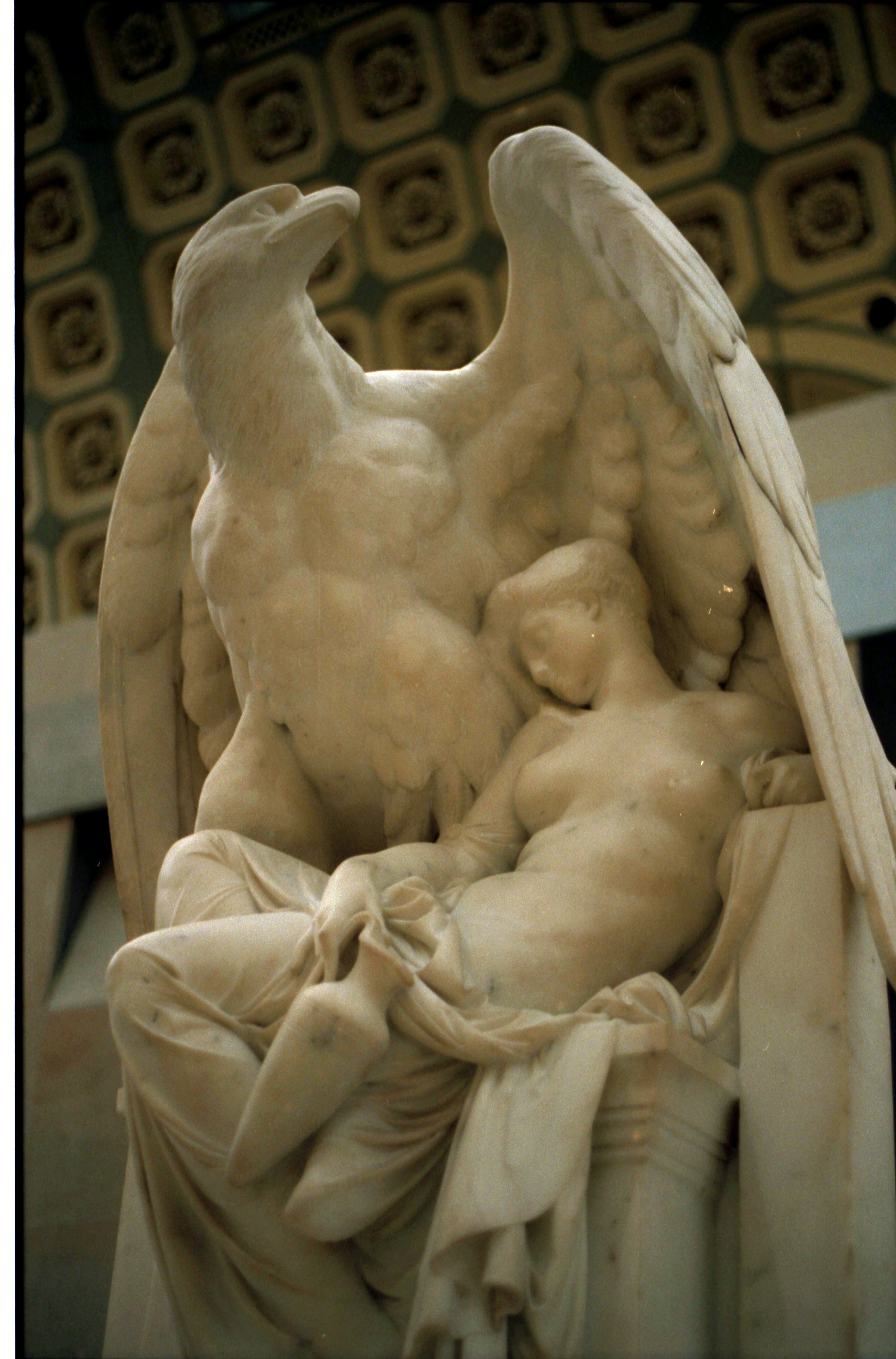
眠るヘーベー (1869)
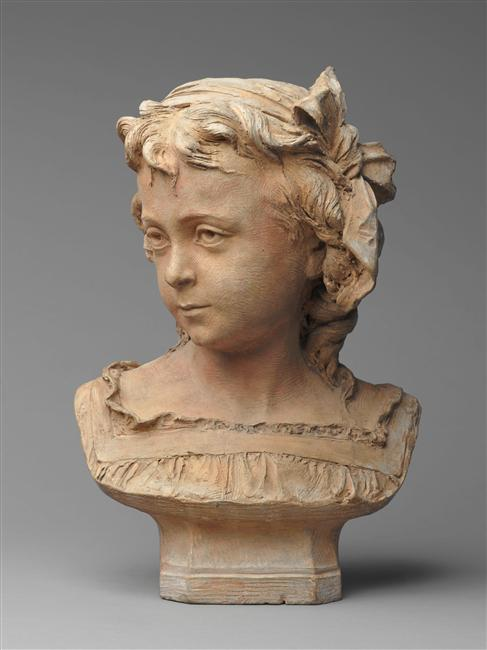
:Marie Carrier-Belleuse
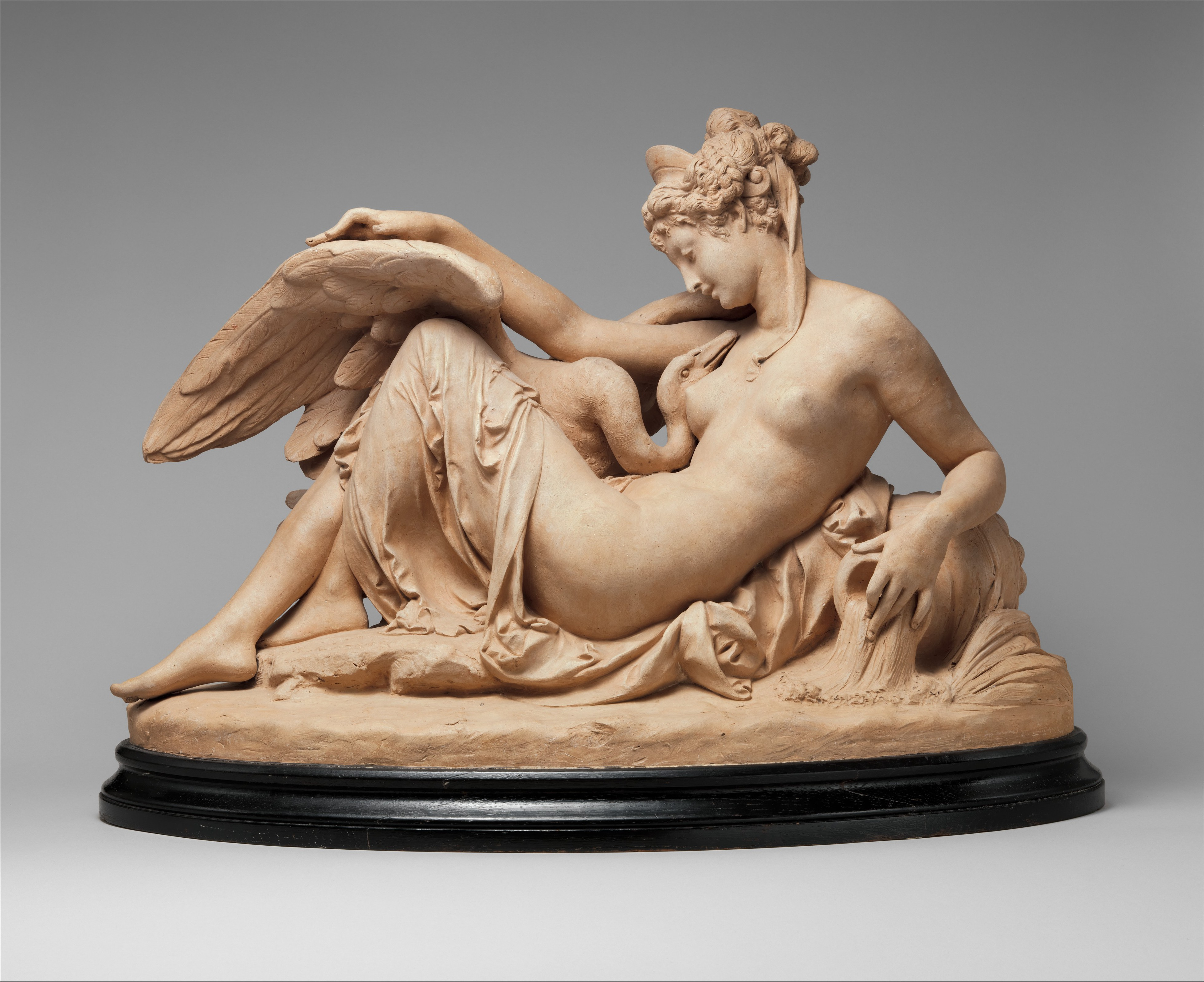
「レダと白鳥」